# Lomographa
Lomographa är ett släkte av fjärilar som beskrevs av Jacob Hübner 1825. Lomographa ingår i familjen mätare.

## Bildgalleri

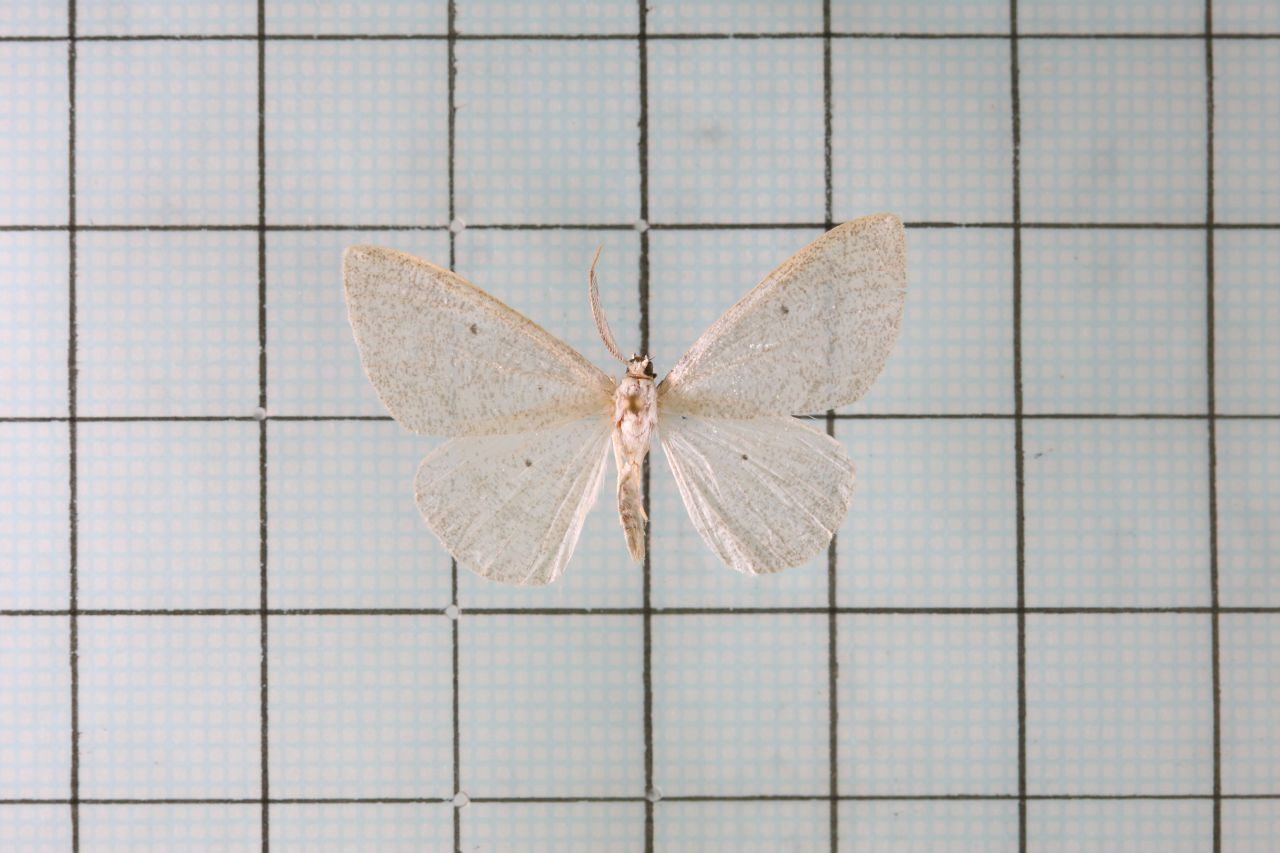
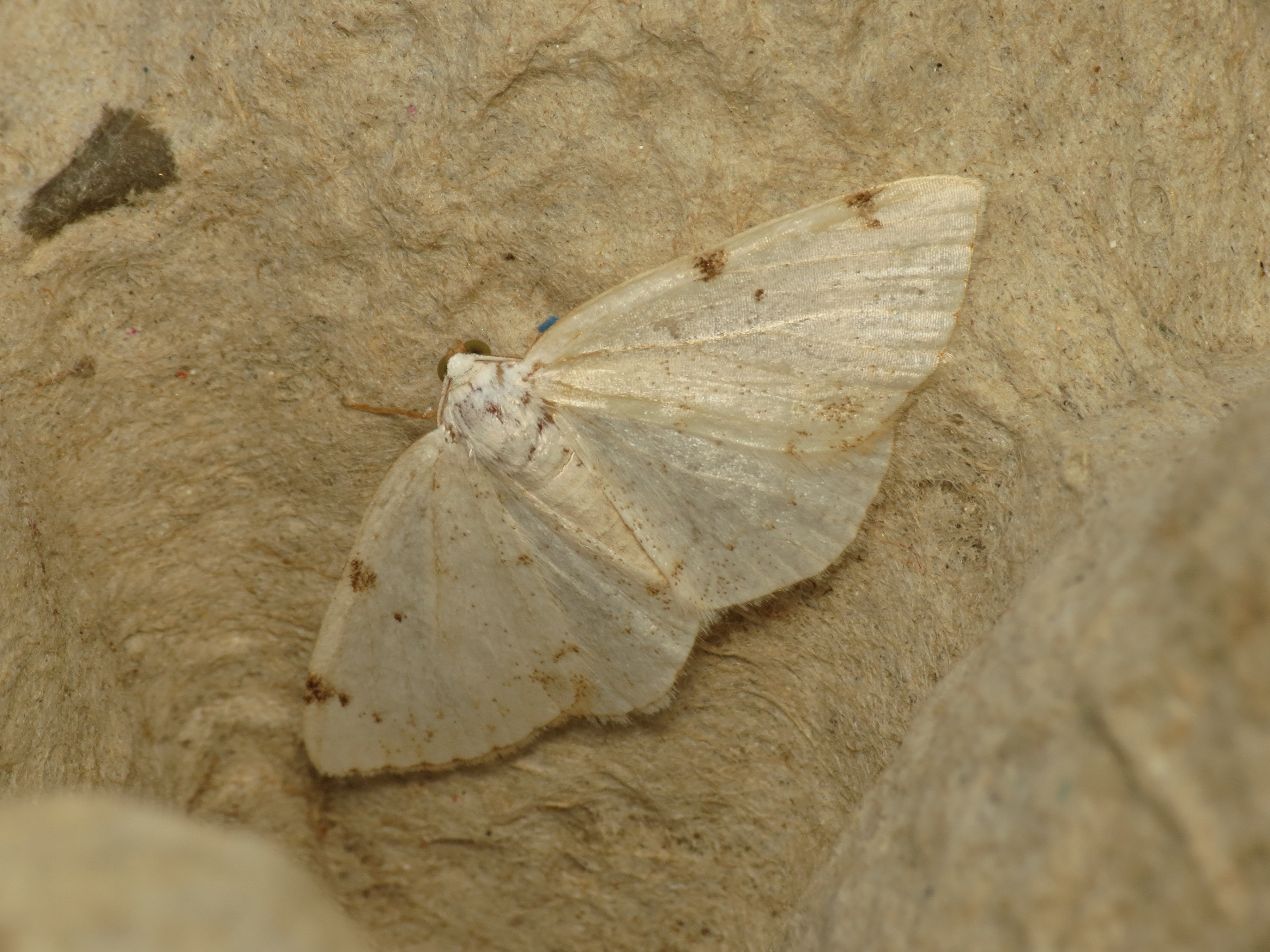
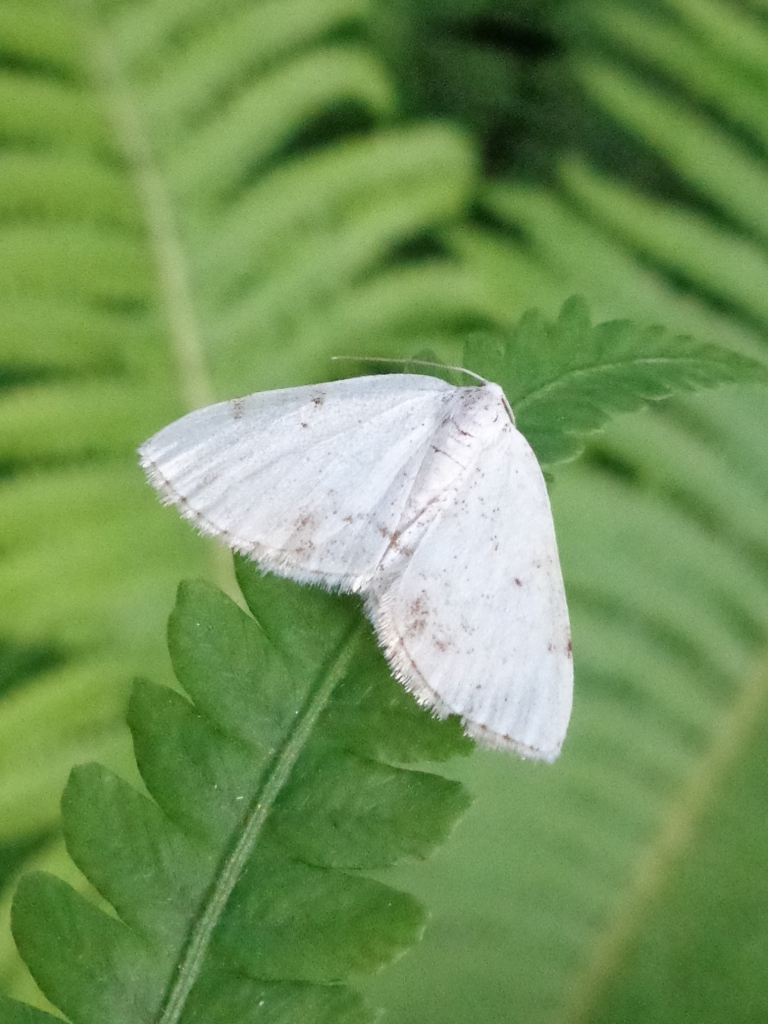
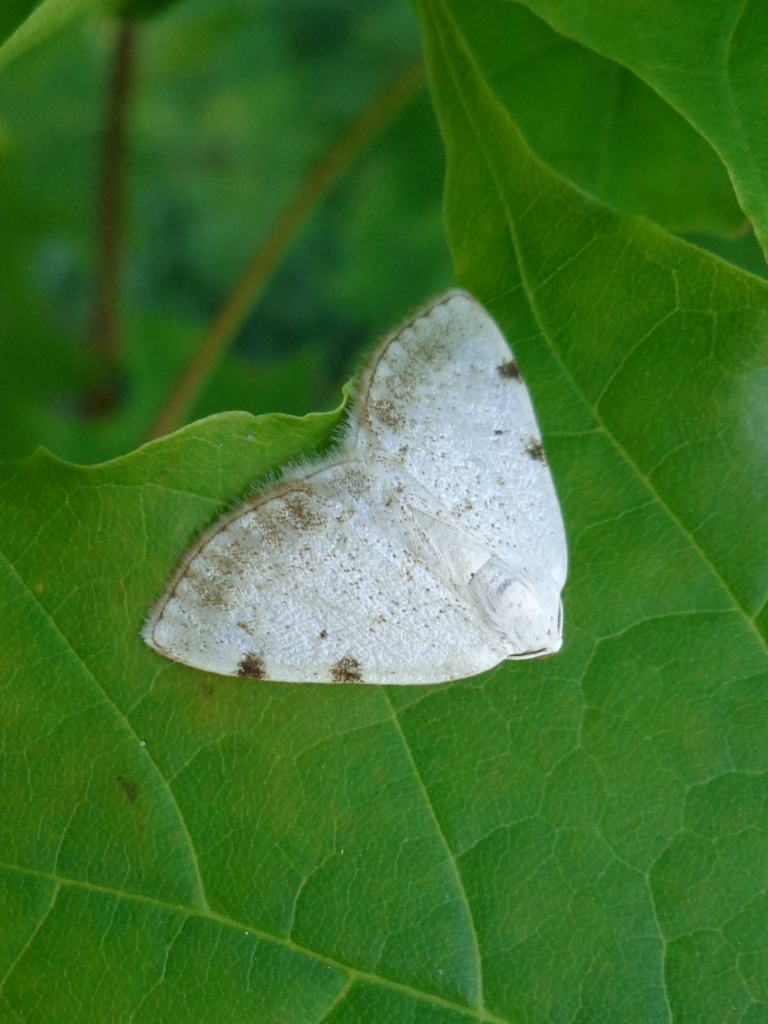
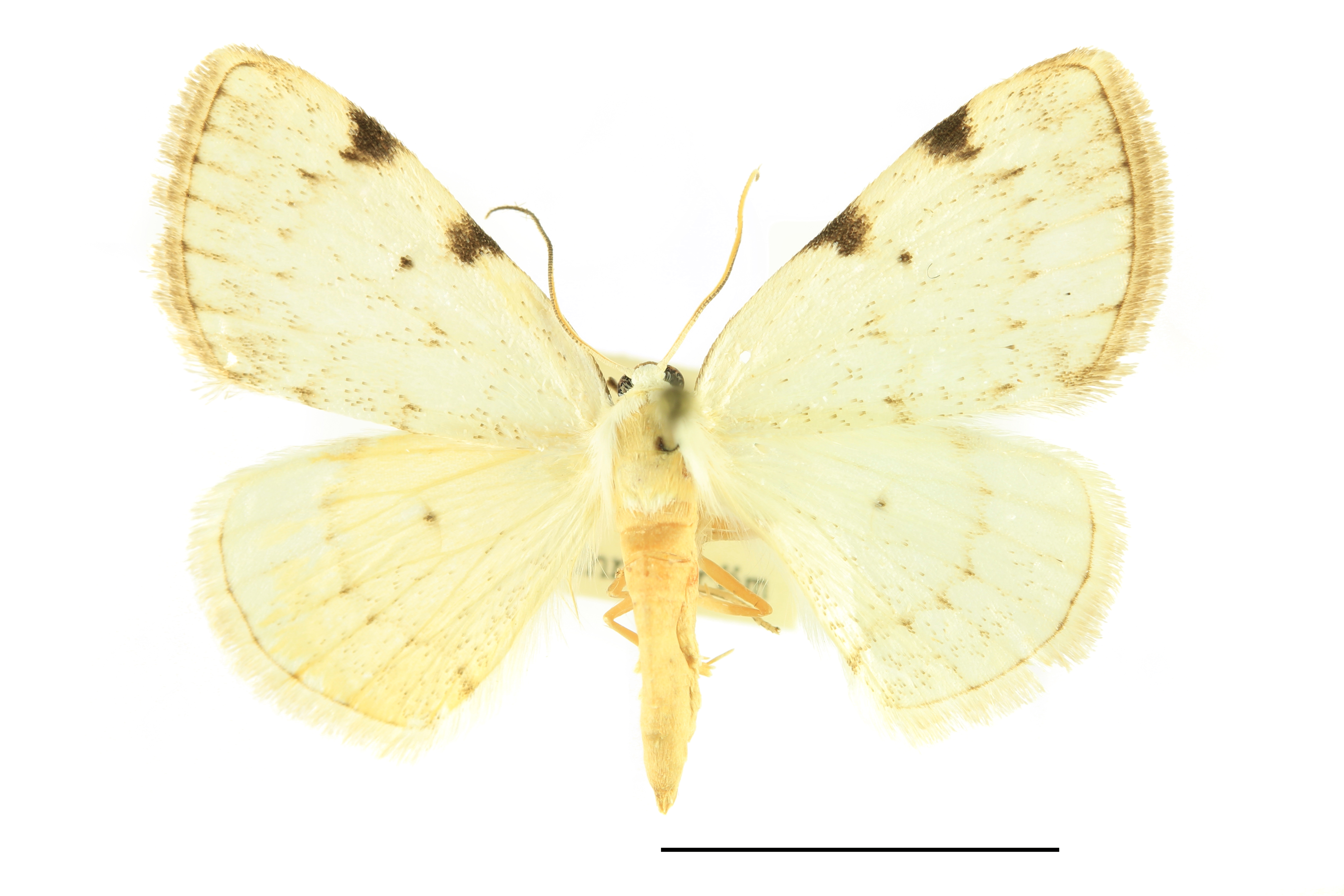
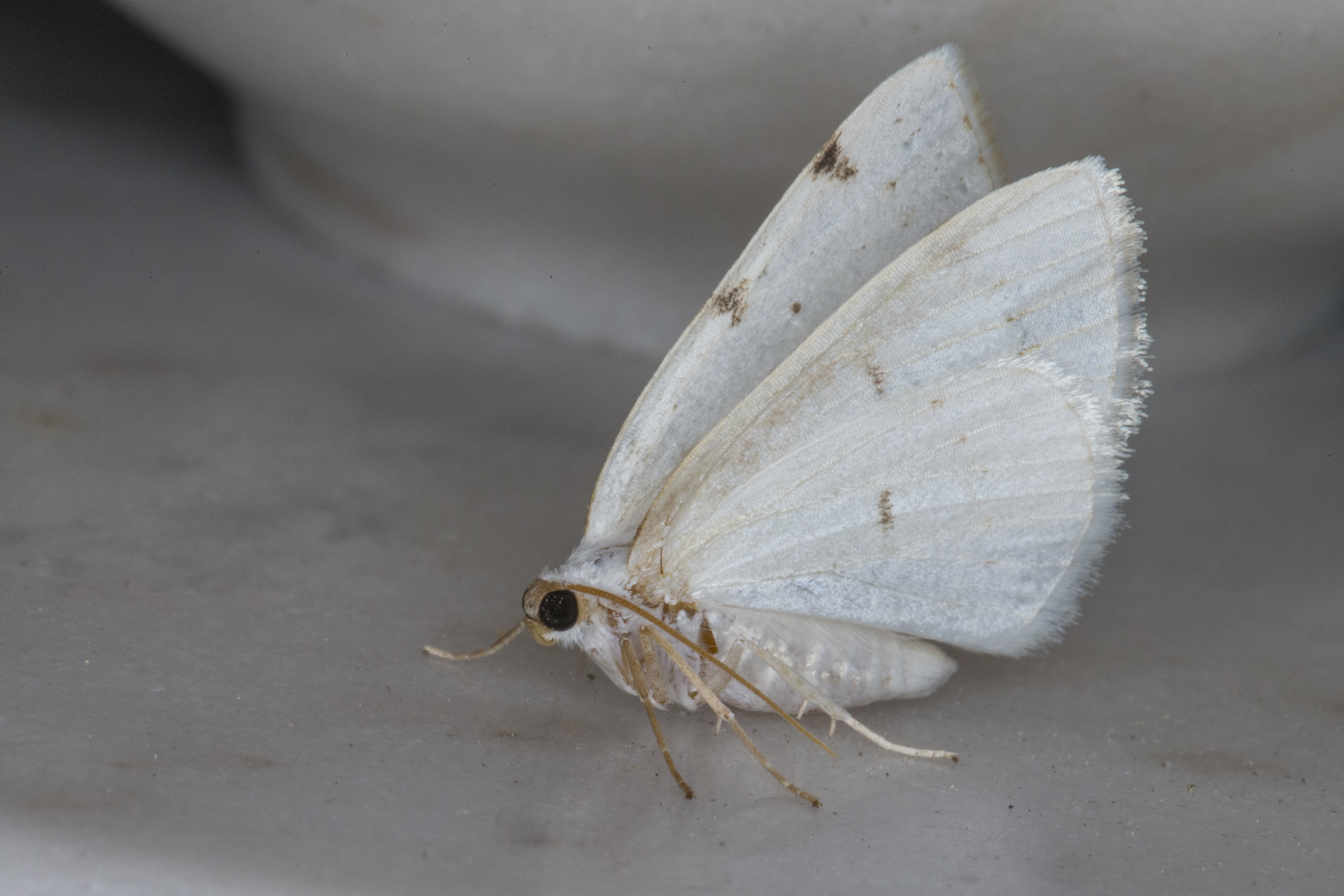

## Dottertaxa tillLomographa, i alfabetisk ordning[1][2]
- Lomographa acutangulata
- Lomographa admota
- Lomographa alba
- Lomographa albipuncta
- Lomographa aluta
- Lomographa angelica
- Lomographa anoxys
- Lomographa araeophragma
- Lomographa argentata
- Lomographa argentea
- Lomographa astigma
- Lomographa asynapta
- Lomographa atrinotapex
- Lomographa basinotata
- Lomographa bimaculata
- Lomographa bipunctata
- Lomographa brunneimargo
- Lomographa buraetica
- Lomographa candida
- Lomographa chekiangensis
- Lomographa circumvallaria
- Lomographa claripennis
- Lomographa conspersa
- Lomographa contrastaria
- Lomographa costijuncta
- Lomographa distans
- Lomographa distinctata
- Lomographa ectiptica
- Lomographa elsinora
- Lomographa epixantha
- Lomographa erina
- Lomographa eximia
- Lomographa eximiaria
- Lomographa fidrata
- Lomographa foedata
- Lomographa fulvicosta
- Lomographa glomeraria
- Lomographa griseata
- Lomographa griseola
- Lomographa hebetior
- Lomographa inamata
- Lomographa innoma
- Lomographa insulata
- Lomographa julia
- Lomographa junctaria
- Lomographa juta
- Lomographa lidjanga
- Lomographa lomographata
- Lomographa longipennis
- Lomographa lucens
- Lomographa luciferata
- Lomographa lungtanensis
- Lomographa margarita
- Lomographa marginata
- Lomographa merricki
- Lomographa micantaria
- Lomographa mimetes
- Lomographa molesta
- Lomographa mytylata
- Lomographa nigropunctaria
- Lomographa nivea
- Lomographa notata
- Lomographa nubeculata
- Lomographa nubimargo
- Lomographa obsoleta
- Lomographa ochrilinea
- Lomographa orientalis
- Lomographa pallescens
- Lomographa pallidaria
- Lomographa pallidida
- Lomographa pauper
- Lomographa perapicata
- Lomographa perita
- Lomographa phaedra
- Lomographa pictaria
- Lomographa pictata
- Lomographa platyleucata
- Lomographa poliotaeniata
- Lomographa pollentiaria
- Lomographa polyalaria
- Lomographa polydamnaria
- Lomographa pomina
- Lomographa prohypophaea
- Lomographa prosticta
- Lomographa pulverata
- Lomographa punctata
- Lomographa purgata
- Lomographa ruptilinea
- Lomographa semiclarata
- Lomographa sericeata
- Lomographa simpliciaria
- Lomographa simplicior
- Lomographa subnotata
- Lomographa subspersata
- Lomographa subtaminata
- Lomographa suffusa
- Lomographa sylvestrata
- Lomographa taminaria
- Lomographa taminata
- Lomographa tapaishana
- Lomographa temerata
- Lomographa tenebrosa
- Lomographa testacea
- Lomographa tributaria
- Lomographa triseriata
- Lomographa undilinea
- Lomographa unimaculata
- Lomographa variegata
- Lomographa vestaliata
- Lomographa viatica
- Lomographa virginalis